# Brechtorf
Brechtorf is een plaats in de Duitse gemeente Rühen, deelstaat Nedersaksen, en telt 1199 inwoners (2007).